# Monforte (Portugal)
Pour les articles homonymes, voir Monforte.
Monforte est une municipalité du district de Portalegre, au Portugal.

## Population
D'une superficie de 420 km2, elle a une population de 3 329 habitants, dont 1 380 dans le bourg de Monforte. La population a atteint un maximum en 1960, avec 7 245 habitants.

## Freguesias
La municipalité est divisée en quatre freguesias :
- Assumar
- Monforte : la villa de Torre de Palma, villa romaine
- Santo Aleixo
- Vaiamonte